# Austin 15/20
Der Austin 15/20 hp war das erste Auto, das die Austin Motor Company fertigte. Er wurde nur 1906 gebaut. 1913/1914 wurde erneut ein Wagen mit dieser Bezeichnung angeboten.

## Von Jahr zu Jahr

### Austin 15/20 hp (1906)
Der erste Austin besaß einen seitengesteuerten Vierzylinder-Reihenmotor mit 105 mm Bohrungsdurchmesser und 127 mm Hub, was einen Hubraum von 4.399 cm³ ergab. Vorher hatte Herbert Austin schon Autos für Wolseley Motor and Tool Company konstruiert und übernahm nun die Ideen für seinen ersten Wagen, der aber noch unter seinem vollen Namen Herbert Austin vermarktet wurde.
Erst das zweite Modell aus diesem Jahr, der 25/30 hp führte als erster Wagen den Namen Austin.

### Austin 15/20 hp (1913–1914)
1913 erschien ein weiterer Wagen mit der Bezeichnung 15/20 hp. Sein ebenfalls seitengesteuerter Vierzylindermotor entstand aus der Kombination der Zylinder des Austin 15 mit 89 mm Bohrungsdurchmesser und der Kurbelwelle der großen Austin mit 127 mm Hub. Daraus resultierte ein Hubraum von 3.161 cm³. Dieser Motor entwickelte eine Höchstleistung von 28 bhp (20,6 kW).
Der viersitzige Tourenwagen war in zwei unterschiedlichen Radständen erhältlich und repräsentierte die Mittelklasse in der Austin-Modellpalette. Mit Beginn des Ersten Weltkriegs 1914 lief die Fertigung ohne Nachfolger aus.